# 착상혈
착상혈(着床血, implantation bleeding)은 수정란이 자궁 내부에 착상함으로 인해 임신 초기에 약간의 질 출혈이 발생하는 것을 말한다.
그러나 착상이 질출혈을 일으킨다는 개념을 뒷받침할만한 근거는 존재하지 않는다. 임신 주기 중 황체기와 임신 초기에 출혈은 일반적이며 그러한 이유로는 착상과 관련이 없다.